# Combat de Benavente
Pour les articles homonymes, voir Benavente (homonymie).
Guerre d'Espagne
Batailles
- Durango (10-1808)
- Balmaseda (11-1808)
- Burgos (11-1808)
- Roses (11-1808)
- Espinosa (11-1808)
- Tudela (11-1808)
- Bubierca (11-1808)
- Somosierra (11-1808)
- Cardedeu (12-1808)
- Saragosse (12-1808)
- 1re Molins de Rei (12-1808)
- Sahagún (12-1808)
- Benavente (12-1808)
- Mansilla (12-1808)
- Castelló d'Empúries (01-1809)
- Cacabelos (01-1809)
- Lugo (01-1809)
- Zamora (01-1809)
- Astorga (01-1809)
- La Corogne (01-1809)

Le combat de Benavente se déroula le 29 décembre 1808 à Benavente, en Espagne, et opposa la cavalerie britannique de Lord Henry Paget aux chasseurs à cheval de la Garde impériale du général Charles Lefebvre-Desnouettes. Il eut lieu dans le cadre de la guerre d'indépendance espagnole, au cours de la retraite britannique vers La Corogne. La cavalerie française fut vaincue et son commandant, Lefebvre-Desnouettes, fut capturé.

## Prélude

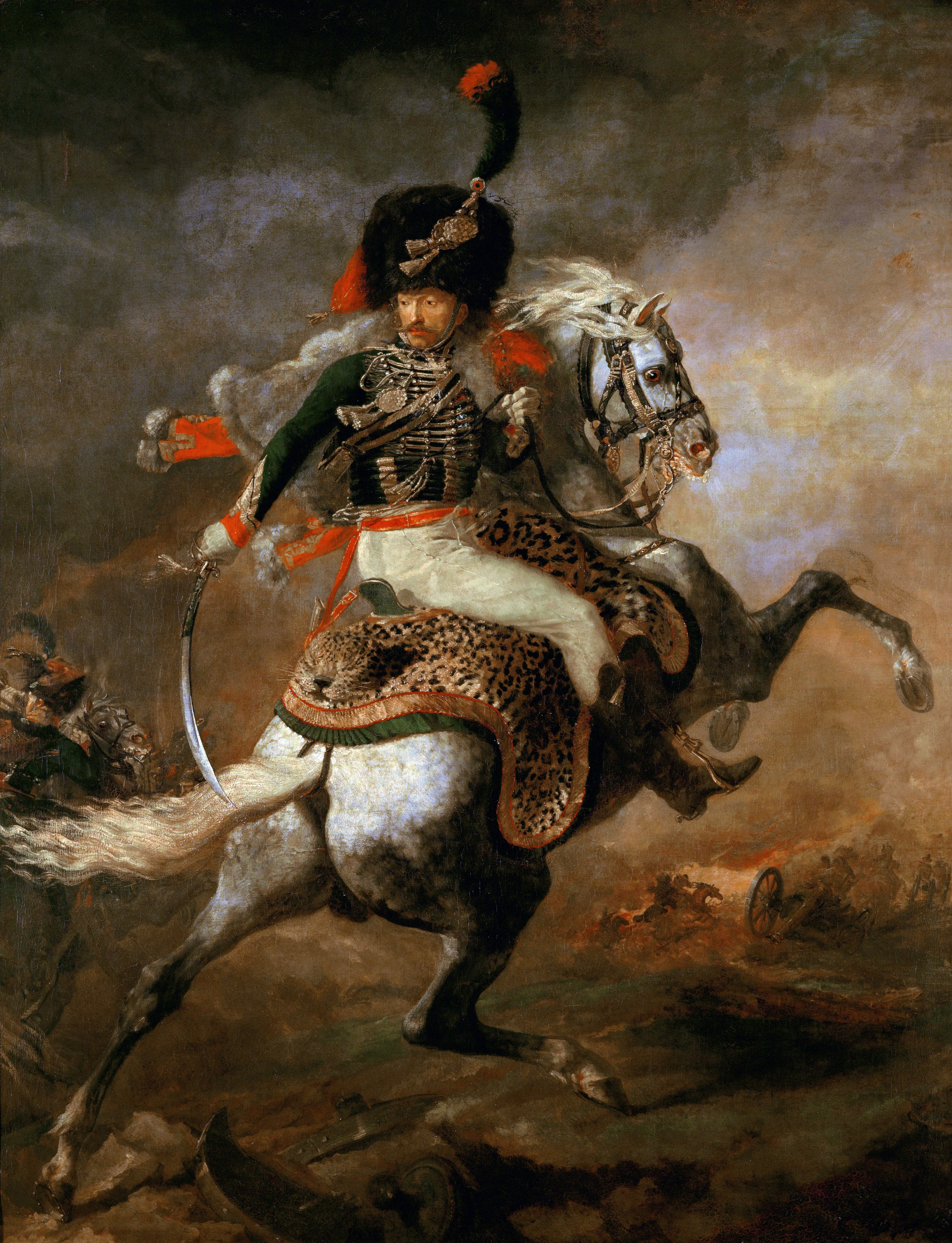
Officier des chasseurs à cheval de la Garde impériale (peinture de Théodore Géricault, 1812).

Dans le cadre de la guerre d'indépendance espagnole, une armée britannique sous le commandement du général John Moore opérait dans le nord-ouest de l'Espagne afin d'aider les Espagnols dans leur lutte contre l'occupation française. L'arrivée de Napoléon dans la péninsule conduisit à la chute de Madrid et Moore, dont la position était devenue intenable, décida de battre en retraite. La cavalerie anglaise de Lord Henry Paget couvrit efficacement le repli, infligeant des revers significatifs à ses poursuivants. Le jour de Noël, le 10th Hussars captura une centaine de cavaliers français et le 27 décembre, le 18th chargé à six reprises effectua à chaque fois une contre-attaque avec succès. Le 28, tandis que le gros de l'armée reculait sur Astorga, la cavalerie britannique prit position à l'arrière-garde sur les bords de l'Esla.

## Forces en présence
Le général Lefebvre-Desnouettes alignait trois escadrons de chasseurs à cheval de la Garde impériale ainsi qu'un détachement des mamelouks,, formant un total d'environ 550 cavaliers.
Les Anglais, commandés par le général Henry Paget, disposaient en face de quelques escadrons des 10th et 18th Hussars auxquels s'ajoutait un détachement des 7th et 3th Hussars de la King's German Legion, commandé par le général Stewart.

## Déroulement du combat

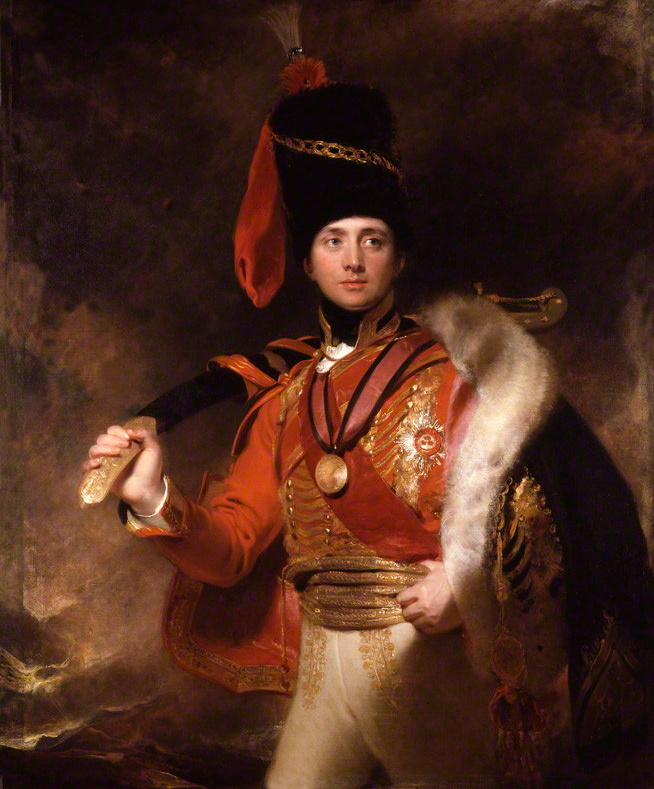
Le brigadier-général Charles Stewart conduisit l'attaque des hussards de la King's German Legion contre les chasseurs à cheval de la Garde (peinture de Thomas Lawrence, 1812).

Le 29 décembre, la cavalerie britannique s'établit le long de la rive ouest de la rivière Esla, que les fortes pluies avaient transformé en torrent. Le pont de Castro Gonzalo fut démoli au matin par les sapeurs britanniques, et ce ne fut que vers 9 h que le général Lefebvre-Desnouettes, un favori de Napoléon, fut en mesure de passer la rivière à gué avec trois escadrons de chasseurs à cheval et un petit détachement de mamelouks appartenant tous à la Garde impériale. 
Les Français refoulèrent les premiers éléments de la cavalerie britannique sur le 18th Hussars de Loftus Otway qui chargea vainement et fut également repoussé en direction de Benavente. Arrivés dans une zone où ils voyaient leurs flancs protégés par des murs, les cavaliers anglais furent renforcés par un escadron du 3rd Hussars de la KGL aux ordres de Stewart qui se joignit à eux pour la contre-attaque. Une mêlée confuse s'ensuivit mais les Français, un moment contenus, bénéficièrent de leur supériorité numérique et obligèrent les hussards britanniques à se retirer une fois de plus. Stewart profita néanmoins de la situation pour attirer la cavalerie française vers Paget resté en arrière avec d'importantes réserves. 
Les Français se préparaient à livrer l'assaut final lorsque Paget fit une intervention décisive. Dirigeant le 10th Hussars au sud de Benavente avec les escadrons du 18th en soutien, le général anglais réussit à dissimuler ses escadrons à la vue des Français et tomba par surprise sur leur flanc gauche,. Les sabres britanniques se montrèrent à cette occasion d'une redoutable efficacité : un témoin déclara avoir vu les bras des cavaliers français coupées « comme des saucisses de Berlin » ; des soldats français furent également tués par des coups divisant la tête jusqu'au menton.
Les Français tentèrent de se replier vers la rivière mais leurs escadrons furent finalement rompus et une poursuite s'engagea. Les chasseurs durent repasser l'Esla, ceux demeurés sur la rive ouest étant abattus ou faits prisonniers. Lefebvre-Desnouettes eut son cheval tué sous lui et fut capturé, soit par Levi Grisdale du 10th Hussars soit par Johann Bergmann des hussards de la King's German Legion. Tandis que les chasseurs abordaient la rive opposée, les Britanniques tirèrent sur eux à coups de carabines et de pistolets. La cavalerie française se reforma malgré tout et engagea à son tour un feu de carabine sur les Anglais, avant d'être finalement dispersée par l'artillerie à cheval britannique.

## Pertes
Dans son rapport, Paget estima que les chasseurs à cheval de la Garde avaient laissé sur le terrain 30 hommes tués et 25 blessés, ainsi que 70 prisonniers dont faisait partie le général Lefebvre-Desnouettes. Les Anglais, de leur côté, déplorèrent 50 tués ou blessés.

## Conséquences

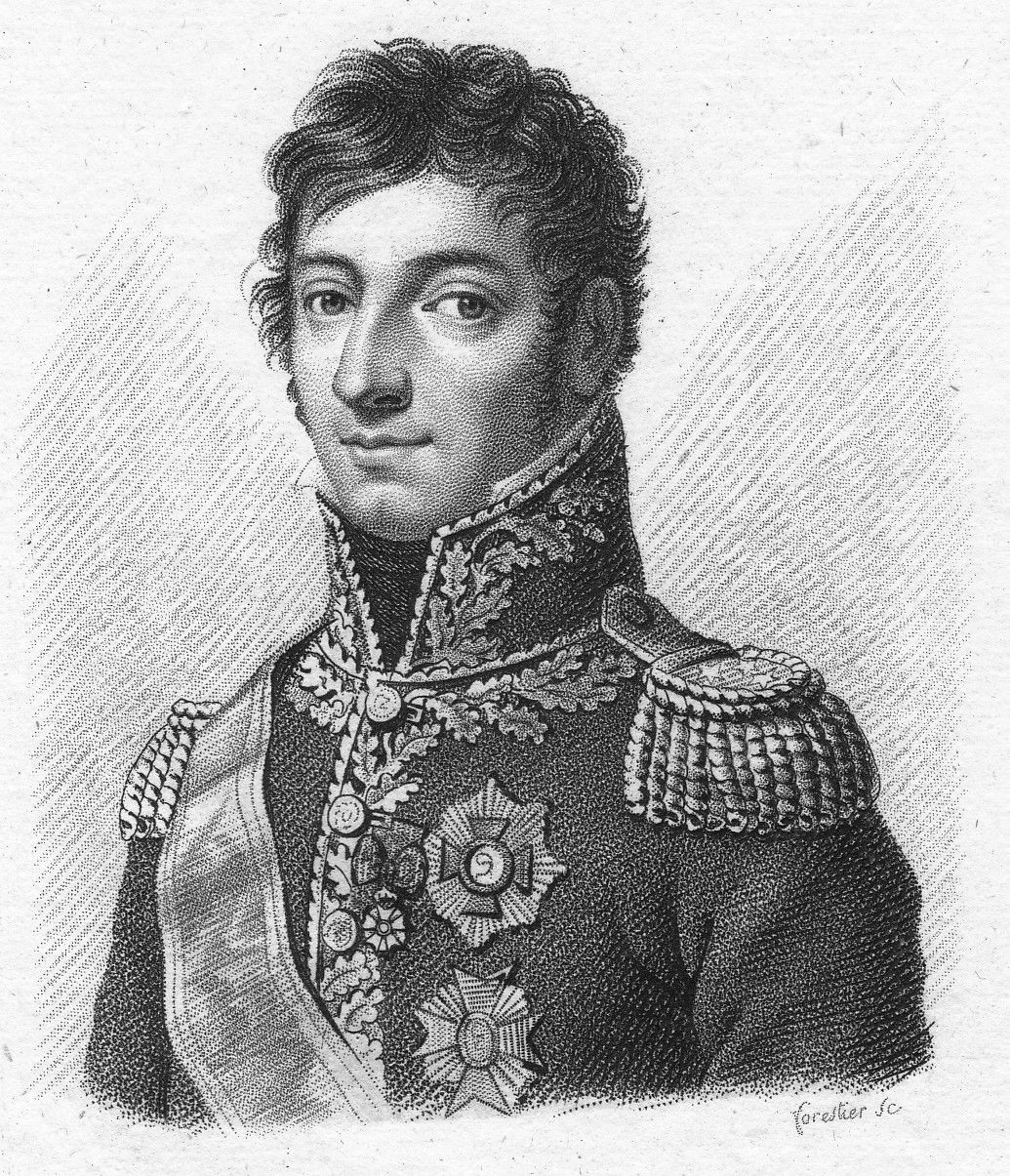
Le général Lefebvre-Desnouettes, colonel des chasseurs à cheval de la Garde impériale.

La victoire remportée sur les chasseurs à cheval de la Garde, l'élite de la cavalerie légère française, augmenta d'une façon notable le moral des hussards britanniques, et souligna l'ascendant moral qu'ils avaient acquis contre la cavalerie française lors du précédent combat de Sahagún. En dépit de ce succès, la retraite de l'armée britannique se poursuivit néanmoins. Napoléon avait vu l'action d'une hauteur surplombant la rivière. Le soir même, Lefebvre-Desnouettes, qui avait reçu une blessure superficielle à la tête, fut invité à la table du général Moore, qui lui offrit sa propre épée pour remplacer celle du général français, prise lors de sa capture. Lefebvre fut emmené en Angleterre, d'où il s'évada en 1812 pour regagner la France. À son arrivée, Napoléon le rétablit dans son ancien commandement des chasseurs à cheval de la Garde.

## Historiographie
L'historien Ronald Pawly, malgré le revers subi par les chasseurs à cheval de la Garde, ne blâme pas leur comportement en écrivant que ce succès britannique « est uniquement dû à l'impétuosité de Lefebvre-Desnoëttes et à l'habileté de Paget ». À propos de la réaction de l'Empereur, il note :

« Deux jours après, dans une lettre à l'impératrice, Napoléon écrit que Lefebvre-Desnoëttes a chargé l'ennemi avec 300 chasseurs, qu'il a eu beaucoup de tués, et que ce général, le cheval abattu, a été sauvé de la noyade par les Britanniques. […] Le même jour, dans une lettre à son frère le roi Joseph, il se montre contrarié que ces chers Guides aient souffert un revers aussi sérieux ; mais il déclare (avec sa malhonnêteté habituelle) que Lefebvre-Desnoëttes a dû faire face à 3 000 cavaliers ennemis ! Il transforme ainsi cette première sérieuse défaite dans l'histoire du régiment […] en un acte d'héroïsme. »